# Ponera chapmani
Ponera chapmani is een mierensoort uit de onderfamilie van de Ponerinae. De wetenschappelijke naam van de soort is voor het eerst geldig gepubliceerd in 1967 door Taylor.